# Верхний Лужок
Верхний Лужок (укр. Верхній Лужок) — село в Стрелковской сельской общине Самборского района Львовской области Украины.
Население по переписи 2001 года составляло 1216 человек. Почтовый индекс — 82074. Телефонный код — 3238 60.